# Colección de retratos Metternich
La colección Metternich de retratos en acuarela es un conjunto artístico realizado en Viena en el segundo cuarto del siglo XIX, por encargo de Melanie, esposa del importante político Klemens von Metternich, canciller del Imperio austríaco.

## Historia
El origen de la colección se encuentra en el patronazgo artístico de Melanie Zichy-Ferraris, que había contraído matrimonio con el canciller Metternich en 1831.

El 28 de noviembre de 1836 la princesa anotaba en su diario, lo que puede considerarse una de las primeras noticias del inicio de la colección:
Lord Alvanley m'apporta son portrait peint par Daffinger. Avec cela, je dois commencer une collection riche que je veux constituer et qui me procurera beaucoup de plaisir.

(en español, Lord Alvanley me trajo su retrato pintado por Daffinger. Con él debo iniciar una rica colección que quiero constituir y que me dará mucho placer.)
Melanie continuaría su colección hasta después del exilio de su familia como consecuencia de la Revolución de 1848 en Viena, que vería el derrocamiento de su marido como canciller.
En 2012 fueron vendidos en París más de 100 retratos de la colección.

## Descripción
Se trata de un conjunto de entre 100 y 200 dibujos coloreados a la acuarela, de un tamaño medio de entre unos 15 y 25 cm de altura y entre 12,5 cm y 20 cm de anchura.
Los retratos se realizan sobre papel. El pintor encargado (preeminentemente Moritz Daffinger) realizaba un boceto del natural del personaje a partir del cual ejecutaba posteriormente el dibujo final.
La técnica utilizada era lápiz negro, después coloreado con acuarela.
Los retratos muestran por lo general el busto del retratado hasta justo antes de la cintura y sin mostrar más que el inicio de sus brazos. El retratado se encuentra siempre mirando en una vista girada de tres cuartos.

## Galería

Algunos retratos de la colección
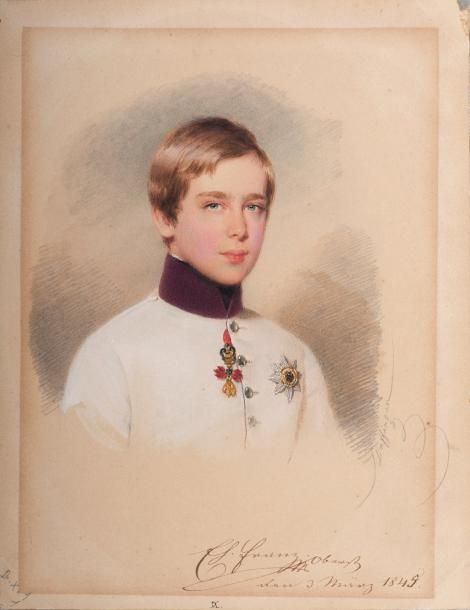
El futuro Francisco José I de Austria
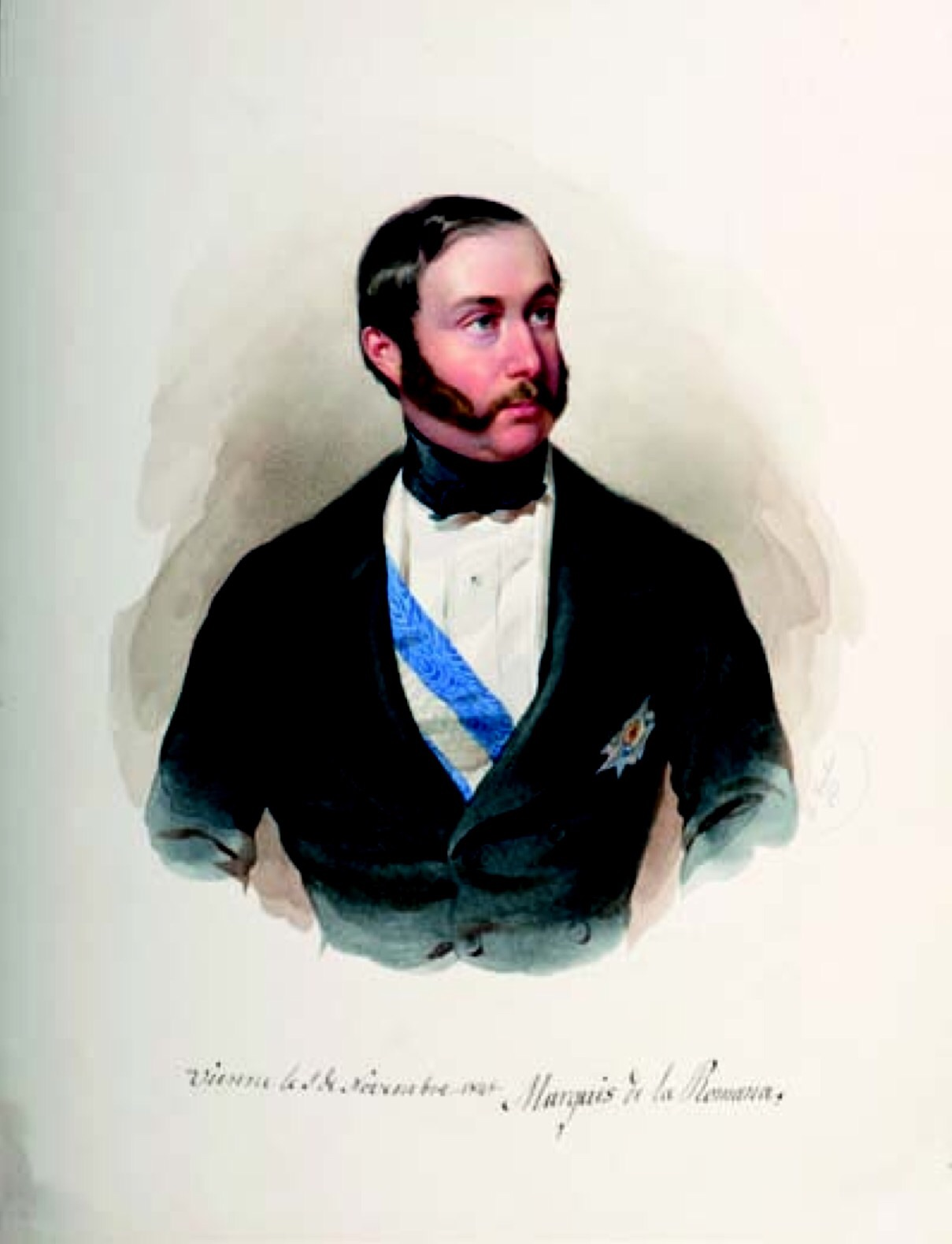
El español exiliado en Viena, Pedro Caro y Salas, IV marqués de la Romana.
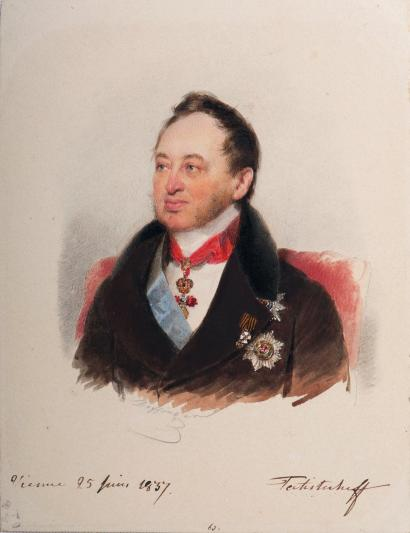
Dmitri Pavlovich Tatischeff, diplomático ruso.
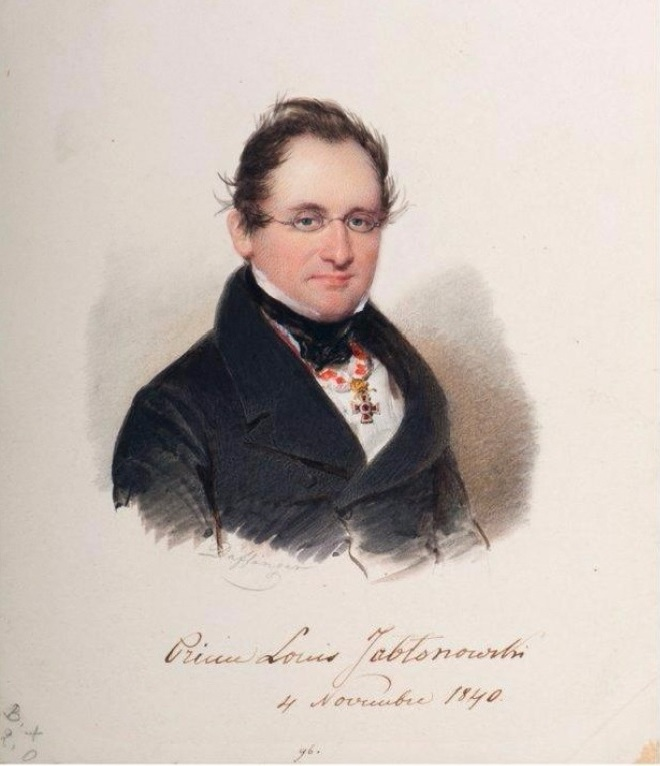
El diplomático austríaco, Ludwik Jabłonowski.
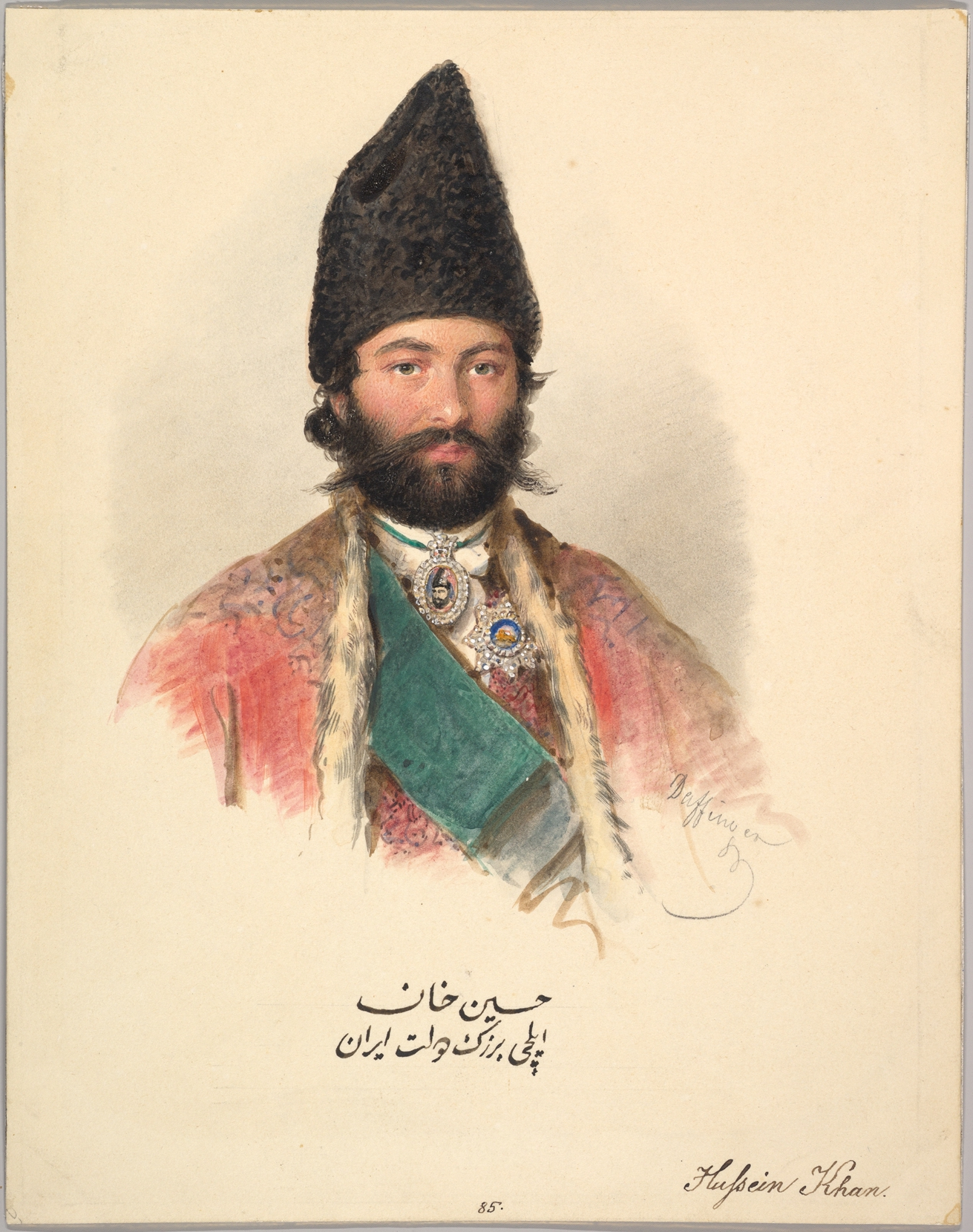
El embajador persa en Viena, Hussein Khan.